# Jamelão
 (octobre 2022).
Si vous disposez d'ouvrages ou d'articles de référence ou si vous connaissez des sites web de qualité traitant du thème abordé ici, merci de compléter l'article en donnant les références utiles à sa vérifiabilité et en les liant à la section « Notes et références ».
José Bispo Clementino dos Santos, connu sous le nom de plume de Jamelão, né le 12 mai 1913 à Rio de Janeiro et mort le 14 juin 2008  dans la même ville, est un chanteur populaire brésilien. Le surnom de Jamelão lui a été donné quand il se produisit dans la danse folklorique des gafieiras à Rio de Janeiro, après avoir commencé à fréquenter l'école de samba Mangueira avec ses parents.

## Biographie
Né en 1913 dans le quartier Carioca de Corcundinha, à Campo Grande, il s'installe avec ses parents dans le quartier d'Engenho Novo, où il passe sa jeunesse. Après la séparation de ses parents, il commence à travailler pour aider la famille. Pendant ce temps, il découvre l'école Mangueira.
Il commence très jeune à fréquenter l'école Mangueira et devient plus tard l'un de ses principaux interprètes. Il joue au cavaquinho, travaillant à la radio et dans les boîtes de nuit.
La consécration vient comme chanteur de samba. Son premier nom de scène est Odéon. De 1949 à 2006, il est interprète des samba-enredos de l'école Mangueira, avec la position de voix principale à partir de 1952, date à laquelle il succède à Xangô da Mangueira (pt). En janvier 2001, il reçoit la médaille-décoration de l'Ordem do Mérito Cultural.
En 2006, il a des problèmes de santé et s'éloigne de la scène en déclarant : « Je ne sais pas quand je serai de retour, mais je ne suis pas triste ».
Il décède à quatre heures du matin le 14 juin 2008, à l'âge de 95 ans, à la maison de santé Pinheiro Machado de sa ville natale. Le corps est enterré au cimetière São Francisco Xavier, dans le quartier de Caju, à Rio de Janeiro. Il est rapatrié à Mangueira lors du carnaval de 2022, avec Cartola et Mestre Delegado.

## Discographie
- (2003) Cada vez melhor • Obi Music • CD
- (2001) Escolas de Samba no Dia da Cultura • CD
- (2000) Por força do hábito • Som Livre • CD
- (1997) A voz do samba • CD
- (1994) Minhas andanças • RGE • LP
- (1987) Recantando mágoas-Lupi, a dor e eu • Continental • LP
- (1984) Mangueira, a super campeã • Continental • LP
- (1980) Jamelão • Continental • LP
- (1977) Folha morta • Continental • LP
- (1975) Jamelão • Continental • LP
- (1975) Samba-enredo-sucessos antológicos • Continental • LP
- (1974) Jamelão • Continental • LP
- (1974) Os melhores sambas enredos 75 • Continental • LP
- (1973) Jamelão • Continental • LP
- (1972) Jamelão interpreta Lupicínio Rodrigues • Continental • LP
- (1970) Jamelão • Continental • LP
- (1969) Cuidado moço • RCA Victor • LP
- (1964) Torre de Babel/Feioso e pobre • Continental • 78
- (1963) Horinha certa/Eu agora sou feliz • Continental • 78
- (1963) Reza/Não adianta • Continental • 78
- (1963) Fim de jornada/Foi assim • Continental • 78
- (1963) Velinha acesa/Eu não quero vacilar • Continental • 78
- (1963) Estamos em paz/Voa meu passarinho • Continental • 78
- (1963) Sambas para todo gosto • Continental • LP
- (1962) A marron do Leblon/Você é gelo • Continental • 78
- (1962) Jamelão canta para enamorados • Continental • LP
- (1961) Amor de mãe/Valsinha da mamãe • Continental • 78
- (1961) Meu barracão de zinco/Vou fugir de mim • Continental • 78
- (1961) Mais do que amor/Qual o quê! • Continental • 78
- (1961) Foi brinquedo/Só meu coração • Continental • 78
- (1961) Dia de pierrô/Linguagem do morro • Continental • 78
- (1961) Jamelão e os sambas mais • Continental • LP
- (1960) Não importa/O grande presidente • Continenta • 78
- (1960) Exemplo/Jajá na Gambõa • Continenta • 78
- (1960) Solidão/Decisão • Continenta • 78
- (1960) Deixei de sofrer/Eu não sou Deus • Continenta • 78
- (1960) Desfile de Campeãs-Jamelão e Escolas de Samba • Continental • LP
- (1959) Ela disse-me assim/Esquina da saudade • Continenta • 78
- (1959) Três amores/Há sempre uma que fica • Continenta • 78
- (1959) O samba é bom assim/Esta melodia • Continenta • 78
- (1959) Fechei a porta/Perdi você • Continenta • 78
- (1959) O samba é bom assim-a boite e o morro na voz de Jamelão • Continental • LP
- (1958) Grande Deus/Frases de um coração • Continental • 78
- (1958) Nem te lembras/Ela está presente • Continental • 78
- (1958) Saudade que mata/Serenata de pierrô • Continental • 78
- (1958) Guarde seu conselho • Continental • 78
- (1958) O samba em Noite de Gala • Continental • LP
- (1958) Escolas de Samba • Continental • LP
- (1957) Moleza/Eu hein, Dolores • Continental • 78
- (1957) Timbó/Pense em mim • Continental • 78
- (1957) Quem mandou/Como ela é boa • Continental • 78
- (1957) Não quero mais/Não tenho ninguém • Continental • 78
- (1956) Cansado de sofrer/Mirando-te • Continental • 78
- (1956) Folha morta/Dengosa • Continental • 78
- (1956) Definição • Continental • 78
- (1956) Vida de circo/Confiança • Continental • 78
- (1955) Bica nova/Se parar esfria • Continental • 78
- (1955) Ogum General de Umbanda/Enconsta o carro (Gírias cariocas) • Continental • 78
- (1955) Corinthians, campeão do centenário/Oração de um rubro negro • Continental • 78
- (1955) Exaltação à Mangueira/Lá vou eu • Continental • 78
- (1955) Eu não mandei/Castigo do céu • Continental • 78
- (1954) Sem teu amor/O caçador de preá • Sinter • 78
- (1954) Alta noite/A cegonha mandou • Sinter • 78
- (1954) Leviana/Deixa de moda • Continental • 78
- (1953) Acabei entrando bem/Vem cá mulata • Sinter • 78
- (1953) Eu não poderei/Deixa amanhecer • Sinter • 78
- (1953) Seu deputado/Voltei ao meu lugar • Sinter • 78
- (1952) Só apanho resfriado/Você vai...eu não • Sinter • 78
- (1952) Eu vou partir/Mora no assunto • Sinter • 78
- (1951) Falso pirata/Lá vem você • Odeon • 78
- (1951) Casinha da colina/Voltei ao meu lugar • Odeon • 78
- (1951) Torei o pau/Onde vai sinhazinha • Odeon • 78
- (1950) Pancho Vila/Este é o maior • Odeon • 78
- (1950) Capitão da mata/Já vi tudo • Odeon • 78
- (1950) Pai Joaquim/Siá Mariquinha • Odeon • 78
- (1950) Pirarucu/Duque de Caxias • Odeon • 78
- (1949) A giboia comeu/Pensando nela • Odeon • 78

## Décorations
Ordem do Mérito Cultural (2001), par le président de la Rėpublique Fernando Henrique Cardoso.